# Архимандрит Василије (Србљан)
Василије (световно Војислав Србљан; Пркос код Расиње, 16. јун 1967) православни је јеромонах и старешина Манастира Лепавине.

## Биографија
Игуман Василије (Србљан), рођен је 16. јуна 1967. године у селу Пркосу код Расиње, од честитих родитеља. На крштењу је добио име Војислав.
У Манастир Лепавину код Копривнице, долази 22. јуна 1991. године. Замонашен је 28. августа 1994. године у Манастиру Лепавини, од стране митрополита загребачко-љубљанскога Јована Павловића, добивши име Василије.
Рукположен у чин јерођакона 28. августа 2002. године, а за јеромонаха 6. јуна 2012. године у Лепавини, од стране митрополита Јована. Након упокојења игумана Гаврила Вучковића, 2017. године изабран је за старешину Манастира Лепавине.